# Sanguma
Als Sanguma bezeichnet man in Papua-Neuguinea den Glauben an magischen Schadenzauber, der durch angebliche Hexen oder böse Geister verursacht wird.

## Ursprung in der Madang-Provinz
Ursprünglich stammt der Begriff möglicherweise aus der Monumbo-Sprache um Bogia, Madang-Provinz, und wurde allein für die dortige Art der Schadenzauberei und den Zauberer oder die Zauberin selbst verwendet.
Berichten zufolge wird das Opfer vom Zauberer und seinen Mittätern durch Mesmerisierung reaktionsunfähig gemacht. Anschließend werden ihm mit Gift behandelte Dornen in verschiedene Körperteile gesteckt, worauf das Opfer unter großen Qualen stirbt. Ein Dorn in der Zunge verhindert, dass das Opfer die Namen der Täter nennen kann.

## Sanguma und moderne Hexenverfolgung
Nicht erklärbare Todesfälle oder Krankheiten, Missernten, Unfälle oder Ehebruch werden oft mit Sanguma in Zusammenhang gebracht. In vielen Fällen werden die der Zauberei Beschuldigten bedroht, umgebracht oder zur Flucht getrieben. Häufig trifft es alleinstehende Frauen oder Menschen am Rande der Gemeinschaft, die der Hexerei oder der Anwendung des bösen Blicks beschuldigt werden. Einheimische Organisationen wie Stop Sorcery Violence von Monica Paulus versuchen Frauen vor der Modernen Hexenverfolgung zu retten.
Nach Amnesty International hat Papua-Neuguinea die höchste AIDS-Rate und Sterblichkeit in Zusammenhang mit AIDS im gesamten pazifischen Raum. Die Unwegsamkeit im Landesinneren führt zu einer schlechten medizinischen Versorgung und Gesundheitsaufklärung, so dass die Menschen in übernatürlichen Gründen eine Erklärung der Krankheit und Todesfälle suchen. Die Bezeichnung Sanguma wird auch für ähnliche Formen der Zauberei in anderen Landesteilen verwendet.
Das Zaubereigesetz (engl. Sorcery Act) trat 1971 im damaligen Territorium Papua und Neuguinea unter australischer Kolonialherrschaft in Kraft und war bis 2013 im unabhängigen Staat Papua-Neuguinea gültig. Es verbot die Ausübung von Sanguma-Magie und anderen schädlichen Arten von Hexerei und Zauberei, erlaubte jedoch positive, beispielsweise heilende Hexerei (engl. innocent sorcery). Das Gesetz regelte auch die Verleumdung Unschuldiger, die der Zauberei bezichtigt wurden.

## Trivia
Sanguma war ferner der Name einer 1977 bis 1980 aktiven Musikgruppe aus Papua-Neuguinea. Sie verbanden die kulturelle Tradition des Landes mit westlichen Instrumenten zu einem PNG Contemporary genannten Stil und waren eine der ersten international auftretenden Gruppen des Landes.